# Heptagenia patoka
Heptagenia patoka är en dagsländeart som beskrevs av Burks 1946. Heptagenia patoka ingår i släktet Heptagenia och familjen forsdagsländor. Inga underarter finns listade i Catalogue of Life.